# 光照寺 (新宿区)
光照寺（こうしょうじ）は、東京都新宿区袋町にある浄土宗の寺院。増上寺の末寺で樹王山 正覚院 光照寺という。牛込城の跡地に建つ。

## 歴史
光照寺は慶長8年（1603年）、神田元誓願寺町に開かれた。開基は松平次郎左衛門信貞（松平昌安）、開山は清誉上人光照と伝わる。正保2年（1645年）に現在地へ移転した。また、出羽松山藩江戸屋敷の菩提寺となったため、境内には同藩主家の酒井家歴代の墓が残る。

## 伽藍
本堂
鉄筋コンクリート製
鐘楼

## 文化財
- 地蔵菩薩坐像 - 新宿区指定有形文化財（彫刻）

鎌倉時代製作とされる像高30センチほどの坐像。光照寺門前の地名、地蔵坂はこの像に由来する。
- 十一面観音坐像 - 新宿区登録有形文化財（彫刻）

江戸時代後期の造仏僧、木食五行明満の作とされる。
- 阿弥陀三尊来迎図 - 新宿区指定有形文化財（絵画）

室町時代製作とされる来迎図。
- 涅槃図 - 新宿区登録有形文化財

　元禄～正徳年間（1688年～1716年）頃に描かれた涅槃図で、狩野派の絵師によって制作されたと推定されている。文化の日前後に特別公開される。
- 法然上人画像 - 新宿区指定有形文化財（絵画）

室町時代製作とされる浄土宗の宗祖、法然上人を描いたもの。
- 諸国旅人供養碑 - 新宿区登録有形文化財（歴史資料）

文政8年（1825年）に建立された、旅人の供養碑。
- 便々館湖鯉鮒の墓 - 新宿区登録史跡

江戸時代中期の狂歌師、便々館湖鯉鮒（べんべんかんこりう）の墓地。
- 牛込城跡 - 新宿区登録史跡

戦国時代、後北条氏の家臣であった牛込氏の居城跡。天正18年（1590年）の北条氏滅亡後に取り壊され、面影はない。

## 所在地情報
所在地
- 東京都新宿区袋町15番

交通
- 都営地下鉄大江戸線牛込神楽坂駅A2出口より徒歩4分（経路案内）。
- 神楽坂上交差点（都道25号線・都道433号線）より徒歩3分（経路案内）。